# 星球大戰：銀河邊緣
星際大戰：銀河邊緣（英語：Star Wars: Galaxy's Edge）是一個在迪士尼樂園、迪士尼好萊塢夢工廠和華特迪士尼影城中的主題園區，這個以星際大戰為主題的園區佔地14英畝。在2017年的D23展覽會中，迪士尼宣佈星際大戰區域在美國的兩個迪士尼度假區已經于2019年開放，迪士尼的投資額大约為10億美元。

## 設計
迪士尼執行長羅伯特·艾格在2012年以40億美元買下盧卡斯影業以及《星際大戰》版權，在2015年夏天更宣布打造星戰園區，園方2016年在迪士尼樂園開幕60周年紀念的慶祝活動上，公布了最新星際大戰：銀河邊緣主題園區設計圖，在2017年的D23 Expo 上，華特迪士尼公園及度假村主席Bob Chapek發表星際大戰：銀河邊緣的預想模型。

## 設施

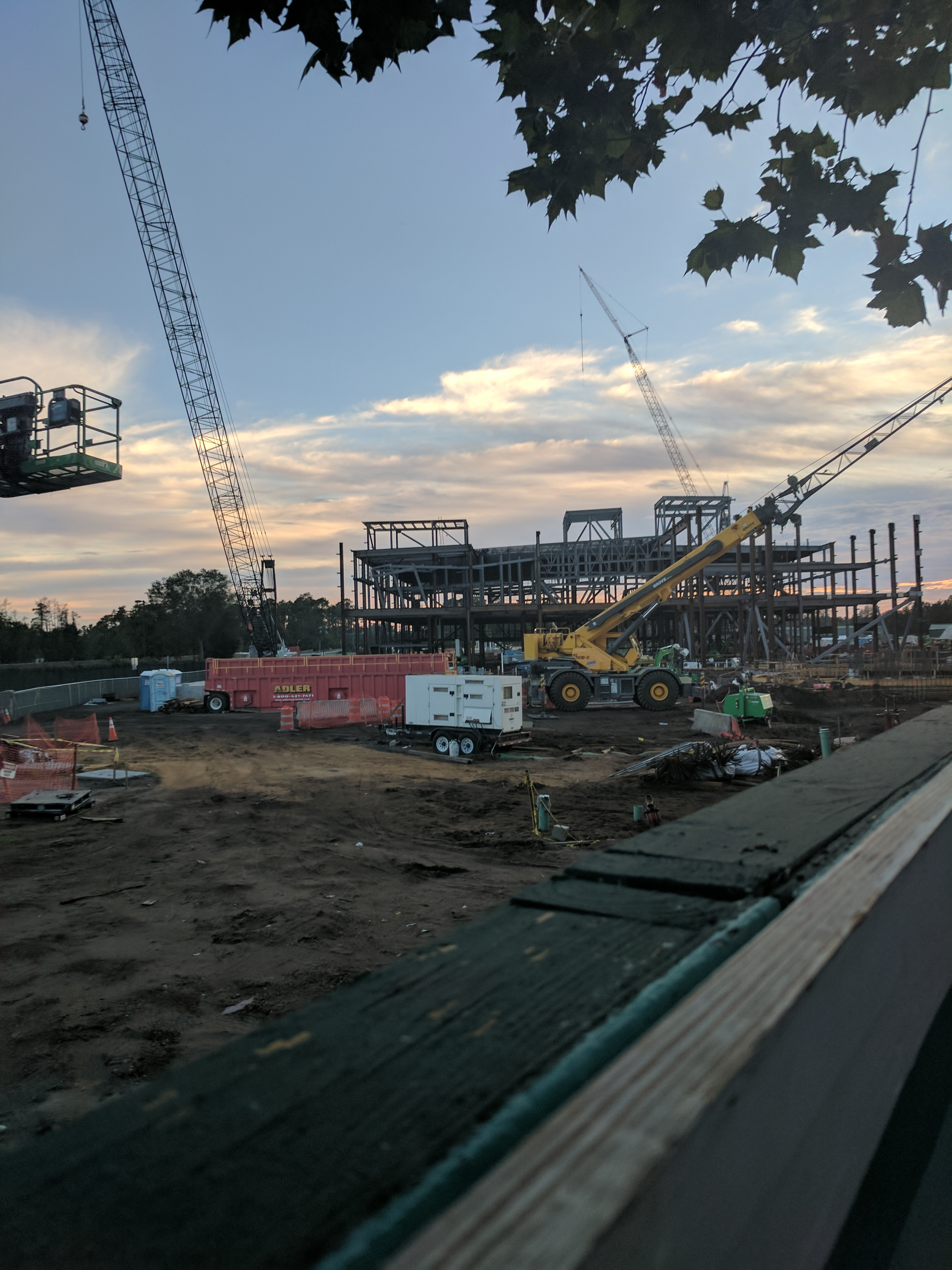
星際大戰: 銀河邊緣在佛羅里達州迪士尼世界的迪士尼好萊塢夢工場建造中。

星際大戰: 銀河邊緣的背景設定是一個位於宇宙邊緣、一個從未曝光的星球上的貿易港口。園區有兩個主要設施，包括「千年鷹號」宇宙飛船，及另一個在第一軍團和抵抗勢力戰場之間穿插的機動遊戲。樂園內也有《星戰》主題餐廳與商店，遊客也可以和R2-D2機器人等《星戰》角色合照。
2018年11月17日，迪士尼公布星戰傳奇配樂大師約翰·威廉斯將會為星戰主題樂園區，提供新配樂。另外，迪士尼又展示「走私者逃亡」（Smuggler's Run）和「抵抗勢力崛起」（Rise of the Resistance）的新機動遊戲片段。
2019年12月5日，全新機動遊戲「星際大戰：抵抗勢力崛起」（Star Wars: Rise of the Resistance）在迪士尼好萊塢影城率先曝光，而加州迪士尼樂園則於2020年1月17日正式投入運作。賓客將化身為抵抗勢力與第一軍團展開激烈對戰。

### 遊樂設施

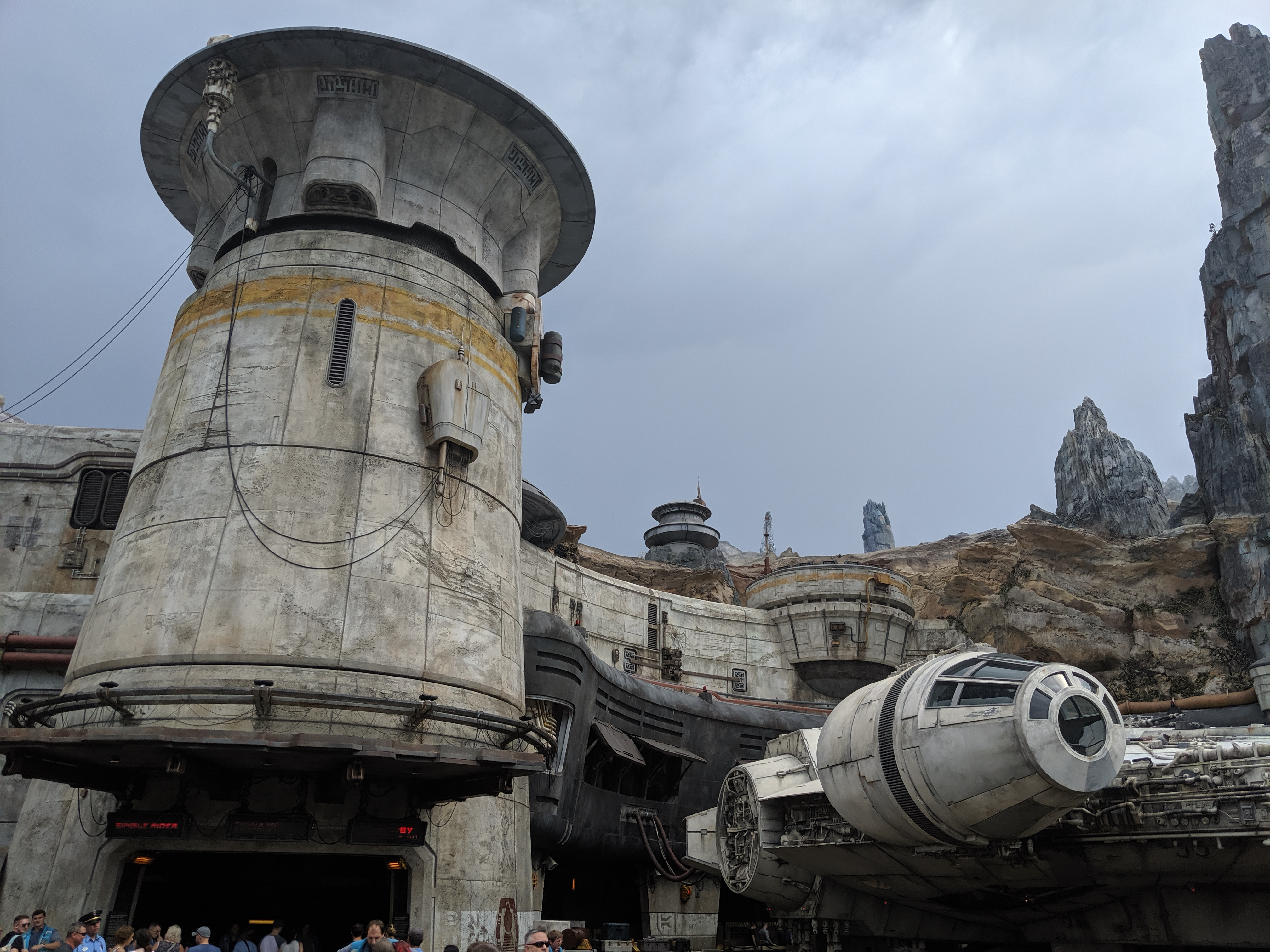
千年鷹號：走私者逃亡設施入口。

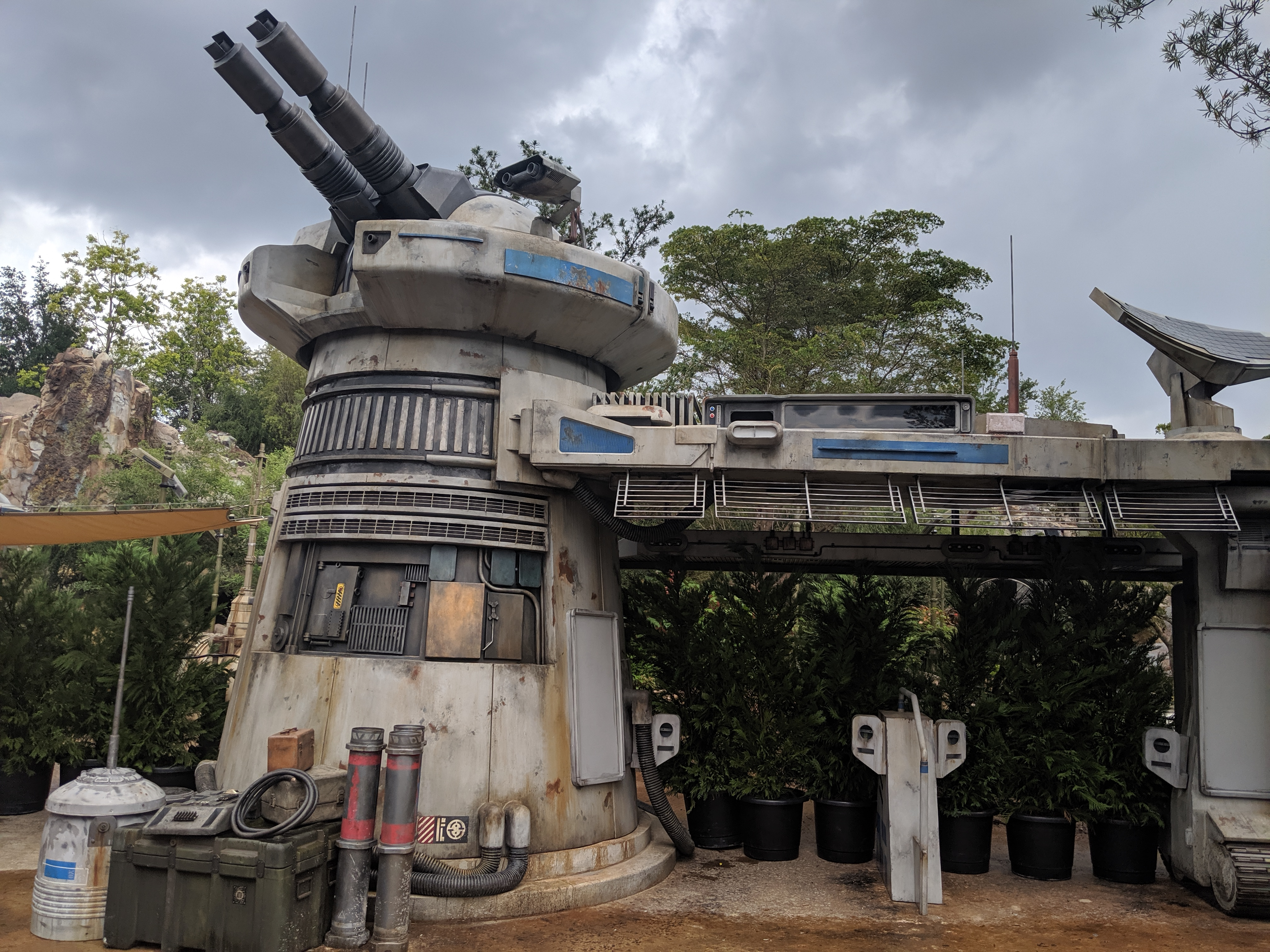
星際大戰：抵抗勢力崛起設施入口。

- 千年鷹號：走私者逃亡（Star Wars: Millennium Falcon – Smugglers Run）
- 星際大戰：抵抗勢力崛起（Star Wars: Rise of the Resistance）

### 限定商品
- 薩維工坊（Savi's Workshop）
- 機器人倉庫（Droid Depot）

### 餐廳
- 奧加小酒館（Oga's Cantina）
- 奶品小站（Milk Stand）
- 7號泊位服務區（Docking Bay 7 Food and Cargo）
- 龍駝烤肉店（Ronto Roasters）
- Kat Saka's Kettle

### 商鋪
- Toydarian Toymaker
- Dok-Ondar's Den of Antiquities
- 黑峰站裝備店（Black Spire Outfitters）
- 生物攤位（Creature Stall）
- First Order Cargo
- Resistance Supply

## 開幕日期
星際大戰：銀河邊緣將於5月31日率先在洛杉磯迪士尼樂園揭幕，而奧蘭多迪士尼世界則會於8月29日始開放這個新園區。

## 酒店
佛羅里達州的迪士尼世界內亦會有一座全新的星戰酒店，供星戰迷入住。 主題酒店「星際大戰：銀河星際巡洋艦」預計將在 2021 年開業。星際大戰：銀河星際巡洋艦的設計意念是來自於星際旅行的太空船Halcyon，5人3日2夜的住宿計劃將會收費 3,300 美元起。迪士尼指入住者可24小時享受成為一個前往外太空冒險的主角。首先客人會進入星際巡洋艦的車站，乘搭專用發射船前往Halcyon號太空船。行程將會前往Black Spire Outpost。在「太空船」中客人可體驗光劍的作戰訓練，甚至可在艦橋操控 Halcyon 號太空船。客人也可在無年齡限制的貴賓室品嘗不同的主題飲料。

## 評價
時代雜誌將星際大戰：銀河邊緣選出為2019年傑出地方之一。